# Монастир місіонерів (Лисков)
Монастир місіонерів (біл. Кля́штар місіянэ́раў) — монастирський комплекс у Лискові Пружанського району, збудований у XVIII столітті. У склад комплексу входять Троїцький костел та жилий комплекс. Монастир місіонерів — пам'ятка архітектури пізнього бароко, занесена у Державний список історико-культурних пам'яток Республіки Білорусь.

## Історія
Мурований бароковий костел та жилий корпус збудували в другій половині XVIII століття монахи-місіонери.
Крім жилих помешкань, на першому поверсі корпусу розташовувалися кузня та їдальня. Тепер у приміщені монастиря діє лікарська амбулаторія.

## Архітектура
Жилий комплекс — двоповерховий П-подібний будинок. Головний східний фасад повернутий у бік костелу.
Стіни по периметру оперезані пілястрами. Бокові частини фасаду поділені карнизною смугою на 2 яруси. Пілястри нижнього ярусу оброблені рустом.
Вікна першого поверху знаходяться в аркових нішах, другого — окаймовані звичайними одвірками.
Склепіння коридору циліндричне з розпалубкою, жилих помешкань — хрестоподібні.